# Stilgar
Stilgar es un personaje de ficción de la saga de novelas de ciencia ficción Dune escrita por Frank Herbert. Aparece en las tres primeras novelas de la saga, Dune , El Mesías de Dune e Hijos de Dune. Es un fremen, tribu de antiguos zensunni establecidos en el desierto de Arrakis en tiempos de la Yihad Butleriana. Naib del Sietch Tabr, es tío-abuelo de Chani, hija de Liet Kynes, la esposa fremen y al tiempo concubina imperial de Paul Atreides. Los inicios de su vida se exploran en la trilogía Preludio a Dune (1999-2001)de Brian Herbert y Kevin J. Anderson. El personaje vuelve, encarnado en un ghola, en la continuación que los mismos autores han escrito de la saga original, Sandworms of Dune (2007).
El personaje fue encarnado por el actor Everett McGill en la película Dune (1984) de David Lynch, y por los actores Uwe Ochsenknecht y Stephen Berkoff en las miniseries Dune (2000) e Hijos de Dune (2003). Y por último fue interpretado por Javier Bardem en Dune (película de 2021) y Dune: Part Two

## Sobre el personaje

### Preludio a Dune
El fremen Stilgar Ben Fifrawi nació el año 10.141 A.G. en el Sietch Umbu de Tuan, en el planeta Arrakis. No fue hasta 10.153 A.G., tras un exitoso ataque a un poblado Harkonnen, que el personaje adquirió el nombre de Stilgar. Antes de ello, entre los miembros del Sietch Umbu era conocido como Sahkan, que significa "el halcón del desierto". En el año 10.175 A.G. Stilgar retó a Forad, por entonces Naib del Sietch Tabr, y le venció, convirtiéndose así en el nuevo Naib del Sietch Tabr, un título que ostentó hasta su muerte, en 10.228 A.G.
En su juventud, Stilgar y sus amigos Turok y Ommun fueron emboscados por tropas Harkonnen. Herido de gravedad, Stilgar habría muerto si Pardot Kynes, planetólogo imperial, no hubiera intervenido matando a los Harkonnen. Debido a esta deuda de agua, Stilgar y Pardot Kynes se convirtieron en camaradas, y posteriormente cuñados cuando Pardot contrajo matrimonio con Frieth, la hermana de Stilgar. Éste, junto con Turok y Ommun se comprometieron a ayudar a Kynes en su sueño ecológico de convertir Arrakis en un paraíso. Tras la muerte de Pardot Kynes, Stilgar conservó una gran amistad con su sobrino Liet Kynes, y fue de algún modo una figura paternal para la hija de Liet, Chani, posteriormente esposa fremen y concubina imperial de Paul Atreides.

### La serie original
En la primera aparición de Stilgar en Dune, siendo presentado al Duque Leto, se le describe así:

Una alta y embozada figura estaba de pie en el umbral, tras las cruzadas espadas de los guardias. Sus ligeras ropas eran de color de bronce, y envolvían completamente al hombre excepto una abertura en la capucha, velada de negro, que descubría dos ojos completamente azules... sin el menor blanco en ellos.
Frank Herbert, Dune, 1965.

y también:

El Fremen miró al Duque y después, lentamente, apartó su velo, revelando una delgada nariz, una boca de gruesos labios y una barba de un negro brillante.
Frank Herbert, Dune, 1965.

Tras entrar en contacto con Duncan Idaho y la Casa Atreides durante su toma de posesión del planeta, se produce el ataque Harkonnen sobre Arrakis. Paul y Jessica huyen al desierto, encontrando santuario en el Sietch Tabr, liderado por Stilgar. Stilgar tenía dos mujeres, una de las cuales se llamaba Tharthar. Posteriormente se casa con Harah, una mujer que Paul adquiere como sirviente, de acuerdo con las tradiciones fremen, tras vencer a su marido Jamis en una pelea ritual a muerte. Tras el reconocimiento religioso de Paul como Mahdi de los fremen, Stilgar se convierte en su mano derecha.
En El Mesías de Dune e Hijos de Dune, Stilgar es una figura de apoyo y protección para Paul y sus hijos, Leto II y Ghanima. En El Mesías de Dune Stilgar ejecuta a la Reverenda Madre Gaius Helen Mohiam y al Navegante de la Cofradía Espacial Edric, así como al antiguo Fedaykin Korba, siguiendo órdenes de la hermana de Paul, Alia, tras descubrirse su papel en la conspiración para derrocar el imperio Atreides. 
En Hijos de Dune, Stilgar se ve forzado por el propio Duncan Idaho a matarle, enfrentándose así a Alia, su esposa, y ofreciendo santuario en el Sietch Tabr a Ghanima y a la princesa Irulan a escapar de la tiranía de Alia